# Ястремський Сергій
Ястремський Сергій (1857 — ?), революціонер, член соціалістичного гуртка М. Драгоманова в Женеві; на засланні в Сибіру (1880); після повернення жив в Одесі (з 1902), активний діяч революції 1905; автор праць про якутську мову.